# Amboyna
Amboyna is een geslacht van vlinders van de familie bladrollers (Tortricidae), uit de onderfamilie Tortricinae.

## Soorten
- A. diapella Common, 1965
- A. furcifera Razowski, 1964